# 網球術語列表
以下為網球術語，依照英文字母順序排列：
目录 A B C D E F G H I J K L M N O P Q R S T U V W X Y Z

## A
- Ace  – 一個接發球方球員碰不到的優質發球
- Ad court – 每邊球員的左側場區，因為佔先（Advantage）分總是在左側場區進行發球。參見deuce court
- Advantage（佔先） – 為一位球員在平分（deuce）後再得一分的情況。此時這位球員只要再拿下一分即可贏得該局
- Advantage set - 球員/隊伍需獲得至少六局后并領先對手兩局才能贏得該盤的制度。2022年，法網成为最后一个在決勝盤（final set）改成採用Tiebreak决胜局（抢十）制度的賽事，澳網、溫網的男子單打賽事和台維斯盃在此前已经改变。
- All（平分/平局） - 主審在雙方球員分數或局數相同時所呼叫的比數。如：15–all（15–15）、30–all（30–30）、two games all，以此類推。當雙方球員分數為40-40則稱為平分（deuce）
- All-court - 全面型球員。參見網球戰略
- Alley – 網球場上，介於單打邊線（sideline/tramline）和雙打邊線之間的長條狀區域
- Alternate - 因球員/隊伍退賽而無幸運輸球者（lucky loser）時所遞補的球員/隊伍
- Approach shot（上网球） – 球員為了逼近網前所擊出的球，通常帶著下旋（underspin）或上旋（topspin）
- ATP – 職業網球聯合會（Association of Tennis Professionals），男子的職業網球聯合會
- ATP year-to-date ranking - ATP的一種積分系統，不同於世界排名，此機制累計球員自年初至年底的積分表現，巡迴賽事結束後排名前八位的球員可獲得ATP年終總決賽 （ATP Finals）資格。2009年以前稱為ATP冠軍排名（ATP Champions Race）
- Australian formation（澳洲式隊型） - 雙打比賽中，兩人站在同側，另一人站在發球者前方的陣式。

## B
- Backcourt（後場） – 球場中發球線（service line）與底線（baseline）之間的區域。又稱 No-Man's Land
- Backhand（反手拍、反拍） – 一種以主要持拍手臂的背面來面向球的來向、跨過身體地揮動以擊球的揮拍方法。對於右撇子而言是指左手邊，對於左撇子而言則指右手邊，反手是單手持拍的尊稱，雙手持拍是一正一反，所以祗能叫作半反。參見正手拍（forehand）
- Backspin（下旋、倒旋） – 球的底部向前旋轉的旋轉方式。造成球往上浮且落地後彈跳得較低。也稱作切削球（slice）或underspin
- Backswing（拉拍） – 擊球前的將拍子向後拉，扭腰擴胸轉肩的預備動作
- Bagel（貝果） – 以6-0的比數贏下該盤。double bagel為以6-0，6-0的比數贏下該場比賽
- Ball Boy（Ball Girl/Ballkid）（球僮） – 在球場上負責撿拾球與提供球給發球者的男性或女性
- Baseline（底線） – 在球場最遠兩端、用以界定比賽球場範圍的白線
- Baseliner（底線型球員） – 比賽中在底線（baseline）附近擊落地球（Groundstroke）、依靠其擊落地球贏球的球員
- Best of five（五盤三勝制） – 比賽最多打五盤，先贏三盤者獲勝。大滿貫（Grand Slam）男子單打賽事與台維斯盃（Davis Cup）賽事皆採取本制度
- Best of three（三盤兩勝制） – 比賽最多打三盤，先贏兩盤者獲勝
- Big serve（大力發球） – 一個強而有力的發球，通常使得發球方在這一分中佔有優勢
- Block（擋） – 一種擊球前揮拍動作不大的防禦性擊球方式，通常是在回發球時
- Bread stick – 以6-1的比數贏下該盤。參見貝果（bagel）
- Break（破發球局、破發） – 接發球方球員贏下了發球方球員的發球局
- Break point（破發點） – 再贏一分即可破發的狀況
- Bye（輪空） – 球員不須遭遇對手，自動晉級下一輪。通常賽事籤表會給予高種子球員，有時則因參賽人數不足等因素而使用

## C
- Call - 線審（line judge）或主審（umpire）對於球的落點所做的口頭判決。
- Center line（中線） – 在球場中間，垂直於網子、用來界定發球有效區域的直線
- Challenge（挑戰） - 球員對於球的落點所要求的官方回放，以電子球路追蹤系統作最後判決。參見鷹眼系統（Hawk-Eye）
- Champion point（冠軍點） - 一場賽事決賽的最後一分，勝者將贏得該場賽事的頭銜，雙方都可能濱臨決勝的賽末點，唯有拿下的一方才會勝出，若錯失則須等到下個賽末點才有可能。一場賽事可能會出現許多次的賽末點，落後方亦可贏得該點化解領先方取勝的可能。
- Champion tiebreak（冠軍決勝局） - 詳見搶十（Super tiebreak）
- Challenger（挑戰賽） - 層級介於ATP世界巡迴賽（ATP World Tour）與未來賽（Futures）的賽事
- change-over（換邊休息時間） - 單數局後球員的休息與換邊時間。除了每盤第一局只換邊不休息外，每個間隔時間為90秒
- Chip（切球、削球） – 一種帶著下旋（underspin）地擋（block）一球的擊球方法
- Chip and charge – 為一種積極進攻的戰略，回發球時帶著下旋（underspin）然後上網
- Chop（切球、削球） – 帶著強烈下旋（underspin）的一球
- Clean/Clip the line（壓線） - 球完整地或部分地落在線上
- Closed stance（封閉性撀球姿勢） – 擊球時，身體正前方之方向介於平行於底線與背對於對手之間，為傳統擊球技法
- Code violation（犯規） - 當球員行為不符行為準則（Code of Conduct）時主審所做的警告或懲處
- Counterpuncher – 防禦型的底線型（baseliner）球員，參見網球戰略
- Court（球場） – 設計用來打網球的區域
- Crosscourt（对角球） – 將球以斜對角打回對手球場

## D
- Davis Cup - 國際男子團體網球對抗賽。參見台維斯盃
- Dead net [cord] - 當球員因為球擊出後觸碰網子上緣、彈進對手場內得分時的說法，被認為是幸運球
- Deciding point（決勝分） - 雙打比賽，當該局進行到平分（Deuce）且賽制為決勝點制（No-Ad）時，贏得此分的隊伍即獲得該局。此分的發球側由接發方（receiver）決定
- Deep（深） – 球的落點很接近底線（baseline），是落點很接近網子的反義
- Default（失格） - 比賽中，當球員行為達到四次犯規（code violation）時，主審判定該球員喪失比賽資格
- Deuce（平分） – 在一局（game）中，比分40-40的情況。此時任何一方球員都必須連續贏兩分才可贏得該局。參見佔先（advantage）
- Deuce court – 每邊球員右半邊的球場。參見ad court
- Dink – 腳步沒有任何移動地擊一球
- Dirtballer – 擅長在紅土球場上打球的球員
- Disadvantage - 當球員/隊伍分數為40-Advantage時
- Double bagel - 以6-0，6-0的比數贏得比賽。參見貝果（Bagel）
- Double fault（雙發失誤、雙誤） – 在一分之中連續兩次發球失誤（fault），導致球員因此輸掉該分
- Doubles（雙打） – 由四位球員一起打球的網球比賽，球場的每邊各有兩名球員
- Down the line（直線行進） – 擊一球並使之筆直地前進而進入對手的球場
- Drop shot（過網急墜球、放短球） – 擊球的力道很輕、使之剛好通過網子上方即墜下來的一球。目的是使位置離網子很遠的球員防備不及
- Drop volley（截击短球） – 由截擊（volley）所擊出的過網急墜球（drop shot）

## E
- Elbow（外角） - 指底线（baseline）与双打边线（doubles sideline）相交汇的那个角落区域，有时也会叫做底线外角或双打底角。
- Emergency substitution（紧急替补） - 在ATP250巡回赛中满足以下条件时，有资格获得1个紧急替补名额：i) 原始参赛名单中的前4号种子里，有2名选手退赛；且ii) 其中1名退赛选手是头号或二号种子；且 iii) 替补参赛的选手必须满足以下标准中的至少1项：在赛事举办日前的过去5年内，其：（1）ATP排名曾进入过世界前20位；（2）曾获得该项赛事的冠军；（3）在当前的ITF国际青少年排名中位列前5的现役球员；（4）在主办国官方的本国青少年排名中位列前2的现役球员。要获得紧急替补资格，赛事组织方必须在导致其获得紧急替补资格的那名选手退赛之前，就已经向ATP申报了其外卡人选。[1][2][3]
- Entry System（入围排名系统） - 这是一种由ATP（职业网球联合会）和WTA（国际女子网球协会）巡回赛使用的排名系统，通常被称为“入围排名系统”或“准入排名系统”。其名称的由来是因为该排名决定了一名球员是否有足够高的排名来直接入围（Direct Acceptance）一项赛事的正赛，而无需通过资格赛（Qualifier）或外卡（Wild Card）的方式参赛。一名球员的“入围排名”不同于他们的“冠军积分排名”（Race ranking），后者在每年年初会清零重计。“入围排名”的积分则是持续滚动的（通常基于过去52周的成绩），除非球员在某项赛事中未能保住他们前一年在该赛事上获得的分数（即“保分失败”）。
- Error（失误） - 指击球未能正确落在对方场区内（即出界或下网），从而导致本方失掉一分的情况。[4]
- Exhibition（表演賽） - 賽事單位以表演或募款等目的所舉辦之賽事，球員無法從此賽事獲得積分

## F
- Fault（發球失誤） – 發球時，球沒有落進正確的區域service box。因此這一分不會開始打
- Fed Cup - 國際女子團體網球對抗賽。參見聯邦盃
- First Service（第一發球） – 在一分開始時，發球方球員所擁有的兩次發球機會中的第一次發球機會
- Flat（平擊） – 自旋度極低的擊球方式，例如：平擊發球（a flat serve）。參見平擊
- Follow through（隨揮、隨球動作） – 擊到球之後的揮拍動作
- Foot fault（腳誤、腳部失誤、踩線犯規） – 發球方球員發球時，在球拍觸到球之前，因為腳踩進球場或跨過中心標（the center hash mask）的假想延伸線而導致該次發球失誤
- Forehand（正手拍、正拍） – 一種以主要持拍手臂的正面面向球的來向、由身體後方向前揮擊的揮拍方法。對於右撇子而言是指右手邊，對於左撇子而言則指左手邊。參見反手拍（backhand）
- Futures（未來賽） - 層級低於挑戰賽（challenger）的賽事

## G
- Game point（局點） – 指再贏得一分即可贏得該局的情況。參見破發點（break point）
- Golden set – 沒有輸掉任何一分地贏下該盤
- Golden Slam（金滿貫） – 在一年中完成大滿貫（winning the Grand Slam）並贏得奧林匹克運動會網球項目的金牌。目前僅德國女子球員施特菲·葛拉芙在1988年達成
- Grand Slam（大滿貫） – 指一年裡四項最著名的賽事：澳大利亚网球公开赛、法国网球公开赛、温布尔登网球锦标赛、美国网球公开赛。
完成大滿貫（winning the Grand Slam）是指在一年之中這四個賽事全部贏下
- Groundies（擊落地球） – 參見Groundstroke
- Groundstroke（擊落地球） – 在球於球場上彈跳一次後的正拍（forehand）或反拍（backhand）擊球
- gut（羊腸線） - 以動物（通常是牛或羊）腸壁中天然纖維所製成的球拍線

## H
- Hail Mary – 一個極高的高吊球（lob），目的是防守
- Half volley（半截擊） - 在球落地彈起的瞬間擊球
- Hawk-Eye（鷹眼系統） - 高速電腦系統用以計算追蹤球的軌跡。參見挑戰（challenge）
- Head（拍頭） – 球拍包含線的部分
- Hold（保住發球局、保發） – 發球方球員贏下該局
- Hopman Cup - 國際男女混合團體對抗賽。參見霍普曼盃
- Hot dog - 球員在網前面對對手的高吊球（lob），回頭追球並在背對網子的情形下胯下擊球。參見胯下擊球（tweener）

## I
- I-formation – 雙打中，在一分開始打之前，發球方球員和其搭擋站在球場同一邊（deuce-court 或 ad-court）的一種站位法
- Inside-out – 跑到球場的一邊（例如：反手拍那邊）然後擊出 crosscourt 球
- Inside-in – 跑到球場的一邊然後擊出直線行進（down the line）的球。其使用頻率次於 inside-out
- Insurance break - 使球員領先對手兩次破發（break）的破發局
- ITF - 國際網球總會（International Tennis Federation），管理網球運動賽事的國際機構

## J
- Jamming（近身球） – 發球或回擊球時，將球筆直地打向對手的身體。

## K
- Kick serve（上旋發球） – 一種帶著旋轉、落地之後彈跳很高的發球

## L
- Late entry – 在ATP250巡迴賽事預留的一名額，只有排名高於原參賽名單內的選手才得以此資格直接進到會內賽。
- Lawn Tennis（草地網球） – 在草地球场上進行的網球
- Let [do-over]（重賽） – 該分重新比賽的判決。這種判決通常發生在球員發球時，球觸網後落進對手球場的有效發球區域。但除此之外，任何影響比賽進行的情況（如接發方未準備好、比賽進行球掉出口袋或滾進場地），該分皆須重新比賽。除了發球時的重賽，其餘重賽皆重新自第一發球（first service）開始。
- Line Judge（線審） – 專門負責監視球行經場地邊界線情況並宣判這一球是出界或界內的人。不受球員的駁回，但必須服從主審（umpire）的判決，即使主審與線審判斷不同
- Lob（高吊球） – 一種過網高度極高的球。目的是使球飛越過網前對手的頭頂而保證得分，對付發球上網型球員（serve & volleyer）的利器。參見網球戰略
- Longgame（长盘决胜） – 當該盤比分來到6-6，不實行搶七（tiebreak），而是繼續比賽至其中一方贏對方兩局為止。通常是在五盤三勝制（Best of five）的第五盤實行。參見Advantage set
- Love – 網球比分中的零分（来源法语“l'oeuf”）。參見網球比分
- Love game – 沒有讓對手拿到任何一分就贏下的一局
- Lucky loser（幸運輸家、幸运落败者） – 雖然輸球但卻幸運地仍可繼續參賽的球員。通常發生的情況是：在主賽事第一輪開打前有球員臨時退賽，因此在資格賽最後一輪輸球的球員會依據排名進行遞補。

## M
- Match point（賽末點、賽點） – 在一場比賽中領先的一方球員再贏得一分即可獲勝的情況
- Mini-break – 在搶七決勝局（tiebreak）中，贏下由對手發球的一分
- Mixed Doubles（混合雙打、混雙） – 由四位球員一起打球的網球比賽，兩男兩女，球場的每邊各有一男一女
- Moonball（月亮球） – 在抽球間所擊出帶有上旋（topspin）、具防禦性的高吊球（lob）
- MOP - 比數為0-30時的情況，為Major Opportunity Point的縮寫

## N
- Net（球網） - 以交錯的纖維線與帶子橫亙整個場寬，並由球柱（posts）支撐在場地中央
- Net-cord judge（網審） - 設置在網子旁的裁判人員，負責確認發球觸碰球網與否。有時是由主審（umpire）或電子感應器（let-check）判定
- Net point（網前分） - 在球員進逼網前後所獲得或失去的分數
- No-Man's Land – 球場中發球線（service line）與底線（baseline）之間的區域，是球員最難防守的區域。參見Backcourt
- Not up - 當球在有效區內彈跳兩次後，主審所發出的判決詞
- NTRP Rating - 由美國網球協會（USTA）制定的網球能力分級方法，從等級一（初學者）到等級七（職業選手）進行分級

## O
- Official - 確保網球賽事能依據規則進行的團隊，包含裁判長（referee）、主審（umpire）與線審（line judge）
- OP - 比數為15-30時的情況，為 Opportunity Point 的縮寫
- Open stance（開放性擊球姿勢） – 擊球時，身體正前方之方向線與底線（baseline）呈現接近於垂直的狀態，但並不等於垂直，因此須利用上半身的轉動來擊球，為現代新式擊球技法。
- Out（出界） – 球落在有效區域之外
- Overhead - 擊球位置在球員的頭部上方。當擊球力道較強會稱作高壓扣殺（smash）
- Overrule（改判） – 反轉線審（linesperson）的判決結果。由主審（umpire）為之

## P
- Passing shot（穿越球） – 從網前對手旁邊（非上方）通過的一球。參見高吊球（lob）
- Poaching – 為雙打中一種積極進攻的移位，網前球員截擊（volley）刻意打向對手搭擋的球
- Point（分） – 從第一個成功的發球（service）到這一球結束的期間
- Pre-qualifying（會前賽） - 可獲得資格賽（Qualifying Competition）參賽權的比賽
- Protected Ranking（縮寫"PR"）: 受傷至少六個月的球員可以申請受保護的排名，這是基於他或她受傷前三個月的平均排名。 傷癒復出後，玩家可以使用其受保護的排名進入錦標賽的主要抽籤或資格賽。
- Pulp - 分數為30-30的情況
- Pusher – 不求打出致勝球（winner）、但求穩穩回擊的球員
- Putaway – 試圖使對手無法回擊以結束這分（point）的進攻球

## Q
- Qualies - 即資格賽（qualifying competition），參賽球員競爭取得會內賽的資格
- Qualification round - 資格賽（qualifying competition）的最後一輪比賽，獲勝者成為會外晉級者（qualifier）
- Qualifier（资格赛晋级者） - 藉由資格賽（qualifying competition）取得會內賽資格的球員
- Quality（球質）　– 參考各種要素造成對方擊球的困難程度。球質為台灣網球術語，在中國亦稱為制量。用於形容回球的困難程度：球質高->回球困難；球質差->回球簡單。 決定球質的三要素： 速度、旋度、落點。速度快、旋度高、落點佳就是顆球質高的漂亮擊球。

## R
- Racquet（球拍） – 球員在比賽中使用的器具，由木頭、金屬或其他人造材料（如碳纖維）製成，具有長握柄以及成圈狀的大拍頭，拍頭中穿以網狀緊繃的直線
- Rally（回合球） – 發球之後一連串的來回，直到其中一位球員無法將球擊入有效區域為止
- Receiver（接發方） - 準備回發球的球員
- Referee（裁判長） – 負責整個賽事規則執行的人（而非僅負責一場網球賽）。參見主審（umpire）
- Retirement – 在比赛過程中因故（通常是受傷）而退出比賽。若是在比賽前退出則為不戰而勝（walkover）
- Retriever – 防禦型的底線型球員（baseliner）。參見網球戰略
- Return Ace - 使發球方在發球後無法再觸碰到球的回擊
- Rising shot - 在球彈起至最高點前的擊球
- round robin（小組循環賽） - 將球員分組並各自循環比賽的賽制，由各球員的表現來決定分組排名與晉級下一輪的球員
- rubber（點） - 團體賽制中各個單一的比賽

## S
- Second Service（二發） - 在一分開始時，發球方所獲得的兩次發球中的第二次發球，也是最後一次發球
- Seed（種子球員、種子） - 賽事單位依據球員排名所安排的籤表位置。為了不要讓參賽球員中排名最佳的一些球員在賽事前幾輪因彼此對上而出局，因此會將這些球員列為種子，並於籤表中分散排列
- Serve（發球） - 為了開始一分而將球擊到對方半場的行為
- Serve and volley（發球上網） - 發球後立即向網前移動以截擊得分的戰術
- Service box (或service court) - 发球区：以边线和发球线为标志的长方形区域，发球应该落在对手的发球区内
- Service line（發球線） - 在球場中，平行於網子、用來界定發球有效區域最遠範圍的直線
- Set point（盤點、盤末點） - 距離贏得一盤比賽只差一分的情況
- Singles（單打） - 僅由兩名選手參與的網球比賽
- Sideline（邊線） - 界定單打（singles）或雙打（doubles）有效區域兩側的線。同 tramline
- Slice（切削球） -（回球）用下旋的方式擊球；（發球）帶側旋的發球
- Smash（高壓扣殺） - 當對方回球過頂，這時可以利用一種類似發球的動作將球快速擊打回對方場地以產生贏球
- Special Exempt - 當球員因為仍在進行前一週比賽而無法參與隔週賽事的資格賽（qualifying competition），可由賽事單位直接給予會內賽的資格
- Spin（旋轉球） - 球在飛行過程中旋轉，影響球的飛行軌跡和落地後的起跳。參看下旋（Backspin） & 上旋（Topspin）
- Split step - 一種步法，在對手擊球前做的小起跳
- Straight sets（直落盤數） - 獲勝者沒有輸掉任何一盤而贏得比賽。
- Super tiebreak（超級決勝局、搶十） - 又稱作冠軍決勝局（Champion tiebreak），為決勝局的一種變體，得分需至少達到十分且領先對手兩分以上，而不是一般的七分，常實行於在雙打比賽各取一局時決定勝負的情況（而不是打第三盤），此外，澳大利亞網球公開賽與法國網球公開賽亦分別於2019年與2022年開始，將決勝盤從原本的長盤制更改為搶十決勝局
- Sweetspot（甜區） - 球拍拍面的中心區。擊球時，甜區是球拍與球最理想的接觸位置

## T
- T（T點） –  中線（center line）和發球線（service line）的交會地點，形成一T字形
- Tanking – 指因心理素質差或其他原因而輸掉該場比賽；或著有目的地輸掉非關鍵的一盤，以集中體能和注意力在關鍵的一盤
- Tennis Ball（網球） – 打網球時所用的球，為柔軟、中空並填以氣體、表面上覆蓋合成纖維軟毛的橡樛球
- Tennis Hall of Fame（網球名人堂） - 由位在美國羅德島紐波特的國際網球名人堂所頒予的年度獎項
- Tiebreak（決勝局、搶七局、搶七、搶小分局、搶小分） – 指在一盤（set）的比分來到6-6時，為了決定該盤的勝負所進行的一個特殊的局（game）。得分至少達到七分且領先對手兩分以上者勝出
- Topspin（上旋） – 球的頂部向前旋轉的旋轉方式。造成球往下沈且落地後彈跳得較高
- Touch（球員觸網） - 當球員在球仍進行時觸碰到球網任何一個位置，則失去該分
- Tramline（邊線） – 界定單打（singles）或雙打（doubles）有效區域兩側的線。同 sideline
- Tweener（胯下擊球） - 球員在網前面對對手的高吊球（lob），回頭追球並在背對網子的情形下胯下擊球。參見Hot dog
- TRSI（網球程度自我鑑定分級） – 為全文Tennis Rating of Self-Identification的縮寫，由網球賽聯誼會（TMA）所訂定的網球程度分級標準，以更明確的量化指標來評定程度等級，分為初等(Elementary)、中等(Intermediate)、高等(Advanced)三等別，各等別下分為三級數：初級(E)、中級(I)、高級(A)，構成程度指標由(初等-初級)至(高等-高級)排序等別級數為：(EE)(EI)(EA)-(IE)(II)(IA)-(AE)(AI)(AA)。

## U
- Underspin（下旋、倒旋） – 球的底部向前旋轉的旋轉方式。造成球往上浮且落地後彈跳得較低。同 backspin
- Umpire（主審） –（比賽間）負責獨立自主地執行該場比賽規則的人，通常坐在網子旁邊高高的椅子上
- Underhand service（下手發球） - 球員在肩膀以下所擊出的發球
- Unforced error（非受迫性失誤） – 比賽間發球或回擊球時無法歸因的失誤和球員因自己判斷錯誤所造成的失誤

## V
- Volley（截擊） – 趨前在球未落地前即擊球。通常以落點佳而對方無法追及之小球達成致勝球。

## W
- Walkover（不戰而勝） – 不須比賽即獲得勝利。原因有：第一輪輪空（bye）、對手被取消資格、對手因受傷等原因無法參加比賽等
- Wild card（外卡） – 即使排名不夠或沒有及時登記，仍然獲得參賽的資格。一般給予的情況有：雖然排名仍不足，但有潛力的球員、知名球員因故長期未參賽而導致排名不足、排名很高的球員沒有及時登記參賽等等
- Winner（致勝球） – 若在連續對打時指的是：對手無法趕到的強而有力的一球，因而拿下這一分。若在發球時指的是：對手接到球但回球未能进入界内；ACE球不算winner。[來源請求]
- WTA – 女子網球聯合會（Women's Tennis Association），女子的網球聯合會